# Tristán Ulloa
Tristán Ulloa (Orleans, Francia, 6 de mayo de 1970) es un actor y director de cine franco-español.

## Biografía
Nieto de exiliados republicanos por el lado materno y de emigrantes gallegos por la paterna, Tristán nació en Orleans (Francia) en 1970. Pronto se traslada con su familia a Madrid donde pasó su infancia. A los 12 años, y por motivos laborales del padre, empleado de banca, se mudó con su familia a Vigo, donde vivió la adolescencia. 
Allí descubrió en el teatro una manera de terapia para tratar su enorme introversión que se convirtió en vocación. A los 19, siendo estudiante de Empresariales, volvió a Madrid con la idea clara de dedicarse a interpretación. Mientras sigue (y finaliza) la carrera en la Universidad Autónoma de Madrid, entró en el teatro universitario participando en varios certámenes. Luego, entró en el Centro Universitario de Artes TAI para formarse como actor y un año más tarde aprobó  las pruebas de ingreso de la RESAD (Real Escuela Superior de Arte Dramático) de Madrid donde cursó la carrera de interpretación textual. 
Para complementar su formación, asistió también durante un año al Estudio de Juan Carlos Corazza. En la segunda mitad de los 90 Tristán compaginó su formación con  trabajos en televisión y en cine.
En 1996 Iñaki Mercero le brindó su primer personaje de peso en televisión con la serie La vida en el aire. Dos años más tarde, Salvador García Ruiz le daría su primer protagonista en cine con Mensaka, que le valíó la primera nominación a los Premio Goya, en la categoría a Mejor Actor Revelación. 
Le seguieron títulos como Los sin nombre, Lucía y el sexo, El lápiz del carpintero, Volverás, Las voces de la noche, Salvador (Puig Antich), Mataharis, After, Un buen hombre, Que se mueran los feos... En 2006 con su hermano David Ulloa, abordó su primera película como director, Pudor. 
Tristán compaginó el cine con el teatro, en montajes como Roberto Zucco, Santa Cruz, Regreso al hogar, Julio César, Invernadero, Tierra del Fuego o El precio, entre otros. Funda dos compañías: la primera Adentro Teatro, junto a Carolina Román y Nelson Dante, y dirige En construcción y Adentro, ambos textos de Carolina Román, con éxito de crítica y público. Fue nominado al mejor director en los Premios Max por En construcción. La segunda compañía, cofundada junto con Mario Gas, Gonzalo De Castro y Paco Pena, fue Teatro del Invernadero, en honor a su primer montaje: Invernadero de Harold Pinter, estrenado en enero de 2015 en el Teatro Palacio Valdés de Avilés. 
Paralelamente, participó en numerosas series de éxito como El comisario, Gran Reserva, El tiempo entre costuras, La embajada, Fariña o La catedral del mar, entre otras.   
De 2008 a mayo de 2014 presenta en Telecinco 2 y después en La Siete un ciclo de reportajes en coproducción con Amnistía Internacional en los que se tratan temas como los abusos de las grandes potencias internacionales en territorios conflictivos, las minorías sexuales, los niños soldado y la ausencia de derechos fundamentales como la dignidad, la información y la libertad en diferentes zonas del planeta. 
Aparte de producciones francesas, por ser bilingüe, se ha prodigado  en producciones internacionales como la película Terminator: Dark Fate (2019) y las series Narcos (2017), Snatch (2018) o Warrior Nun (2019), serie de Netflix donde encarna a uno de los personajes principales: Father Vincent, el líder de la OCS (la Orden de la Espada Cruciforme). 
Tristán Ulloa es, junto a Fernando Fernán-Gómez e Icíar Bollaín, la única persona nominada como intérprete (Mataharis), director y escritor (Pudor) en una misma edición de los Premios Goya, en 2008. La diferencia es que los otros dos fueron nominados por tres películas diferentes. Ulloa ha sido nominado hasta en cinco ocasiones a estos premios sin haberlo ganado.
En 2022 protagoniza la película Stoyan, escrita y dirigida por Roberto R. Céspedes, en la que da vida al personaje de Israel Sauce, ganando varios premios por su interpretación a nivel internacional. En 2024 rodó La viuda negra, largometraje de Carlos Sedes. y en su Galicia natal,  Romería, película de la directora Carla Simón. 
En 2022 fichó por  Berlín, spin-off de La casa de papel, en el papel de Damián, en 2023 grabó La chica de la nieve (Netflix), serie de suspense basada en la novela homónima de Javier Castillo  y en 2024 estrenó El caso Asunta, ficción de Bambú Producciones y Netflix, cuya interpretación es alabada por nominaciones, premios y críticos. En 2025 inició el rodaje de El centro, serie de Movistar Plus + sobre el CNI, protagonizada por Juan Diego Botto y Ulloa.  

## Filmografía
| Año  | Título                                      | Director                           |
| ---- | ------------------------------------------- | ---------------------------------- |
| 1997 | Memorias del ángel caído                    | David Alonso y Fernando Cámara     |
| 1997 | Abre los ojos                               | Alejandro Amenábar                 |
| 1998 | Los sin nombre                              | Jaume Balagueró                    |
| 1998 | Mensaka, páginas de una historia            | Salvador García Ruiz               |
| 1999 | Rewind                                      | Nicolás Muñoz                      |
| 1999 | Pleure pas Germaine                         | Alain de Halleux                   |
| 2000 | Marta y alrededores                         | Nacho Pérez de la Paz y Jesús Ruiz |
| 2001 | Km. 0                                       | Juan Luis Iborra                   |
| 2001 | Lucía y el sexo                             | Julio Medem                        |
| 2002 | El lápiz del carpintero                     | Antón Reixa                        |
| 2002 | No debes estar aquí                         | Jacobo Rispa                       |
| 2002 | Volverás                                    | Antonio Chavarrías                 |
| 2003 | Las voces de la noche                       | Salvador García Ruiz               |
| 2004 | El juego de la verdad                       | Álvaro Fernández Armero            |
| 2005 | Maroa                                       | Solveig Hoogesteijn                |
| 2005 | Diario de un skin                           | Jacobo Rispa                       |
| 2006 | El destino                                  | Miguel Pereira                     |
| 2006 | Salvador (Puig Antich)                      | Manuel Huerga                      |
| 2007 | Mataharis                                   | Icíar Bollaín                      |
| 2007 | Pudor                                       | Tristán Ulloa                      |
| 2009 | Otra ciudad                                 | Silvia Quer                        |
| 2009 | After                                       | Alberto Rodríguez                  |
| 2009 | Un lugar lejano                             | José Ramón Novoa                   |
| 2009 | The Frost                                   | Ferrán Audí                        |
| 2009 | Un buen hombre                              | Juan Martínez Moreno               |
| 2010 | Que se mueran los feos                      | Nacho G. Velilla                   |
| 2012 | Astérix y Obélix al servicio de su majestad | Alain Chabat                       |
| 2014 | Le dernier coup de marteau                  | Alix Delaporte                     |
| 2016 | Altamira                                    | Hugh Hudson                        |
| 2017 | Crash Test Aglaé                            | Eric Gravel                        |
| 2018 | Gente en sitios                             | Juan Cavestany                     |
| 2019 | Terminator: Destino oscuro                  | Tim Miller                         |
| 2019 | Les années 10                               | Thierry de Peretti                 |
| 2020 | Viaje a alguna parte                        | Helena de Llanos                   |
| 2021 | Stoyan                                      | Roberto Ruíz Céspedes              |
| 2025 | La viuda negra                              | Salva                              |
| 2025 | Romería                                     | Carla Simón                        |

| Año         | Serie                             |
| ----------- | --------------------------------- |
| 1996        | Canguros                          |
| 1997        | Más que amigos                    |
| 1997        | La vida en el aire                |
| 1999 - 2000 | El Comisario                      |
| 2005        | D'Artagnan y los tres mosqueteros |
| 2009        | Muchachada Nui                    |
| 2010 - 2013 | Gran Reserva                      |
| 2013        | El tiempo entre costuras          |
| 2015        | Los nuestros                      |
| 2016        | La embajada                       |
| 2017        | Narcos                            |
| 2018        | Fariña                            |
| 2018        | La catedral del mar               |
| 2018        | Snatch                            |
| 2020        | Warrior nun                       |
| 2021        | La caza                           |
| 2023        | La chica de nieve                 |
| 2023        | Berlín                            |
| 2024        | El caso Asunta                    |
| 2025        | El centro (MovistarPlus+)         |

## Algunos premios y nominaciones
- 1998 Premio Mejor Actor en Toulouse Cinespaña por Mensaka.
- 1999 Nominado Premio Goya Mejor Actor Revelación por Mensaka. [4]
- 2002 Nominado Premio Goya Mejor Actor Protagonista por Lucía y el sexo. [21]
- 2003 Mención Especial Festival Internacional de Cine de Mar del Plata.
- 2005 Premio Fundación Aisge a Dos Generaciones en el Festival de Sitges.
- 2008 Nominado Premio Goya Mejor Actor Protagonista por Mataharis.[22]
- 2008 Nominado Premio Goya Mejor Dirección Novel por Pudor.[23]
- 2008 Nominado Premio Goya Mejor Guion Adaptado por Pudor.[23]
- 2014 Nominado Premio Max Mejor Dirección de Escena por En construcción.
- 2014 Premio Unión de Actores Mejor Actor de Reparto por El tiempo entre costuras. [24]
- 2014 Premio Zapping Mejor Actor por El tiempo entre costuras.
- 2019 Premio Mejor Actor en el Festival de Cine y Televisión Reino de León por Fariña.
- 2020 Premio Honorífico en la XXI Mostra de Curtas Vila de Noia
- 2024 Premio Fotogramas de Plata Mejor Actor de Televisión 2024, por El caso Asunta. [25]